# 1983 w muzyce
Wydarzenia muzyczne w 1983 roku.

## Wydarzenia
- W Londynie zawiązała się grupa Bronski Beat
- 30 czerwca – bracia z duetu The Everly Brothers po 10 latach od oficjalnego zakończenia kariery ponownie wystąpili razem
- powstał zespół Autograph
- powstał zespół KUKL
- powstał zespół Megadeth
- powstał zespół Mr. Zoob
- powstał zespół Red Hot Chili Peppers
- powstał zespół Kabát
- powstał zespół Neon Christ
- Metallica wydaje swój pierwszy album Kill ’Em All
- Slayer wydaje swój pierwszy album Show No Mercy
- powstał zespół Vader
- powstał zespół Bon Jovi
- powstał zespół Mayhem
- powstał zespół Death
- powstał zespół Stan Zvezda
- Zespół Queen zawiesił działalność na rok.

## Urodzili się
- 5 stycznia – Marlon Roudette, brytyjski piosenkarz i autor tekstów
- 9 stycznia – Masza Archipowa, rosyjska piosenkarka, muzyk, kompozytorka, autorka tekstów i producentka muzyczna
- 11 stycznia – Mark Forster, niemiecki piosenkarz
- 14 stycznia – Edyta Strzycka, polska piosenkarka i kompozytorka
- 17 stycznia – Yelle, właśc. Julie Budet, francuska piosenkarka
- 19 stycznia – Hikaru Utada, japońska piosenkarka
- 22 stycznia – Barbara Kaszuba, polska kompozytorka, wykładowca akademicki
- 23 stycznia – Mariette Hansson, szwedzka piosenkarka i autorka tekstów
- 24 stycznia
  - Fabien Fasaké, francuski piosenkarz
  - Teo, właśc. Juryj Waszczuk, białoruski piosenkarz
- 27 stycznia – John Lundvik, szwedzki piosenkarz, autor tekstów i były lekkoatleta
- 1 lutego – Andrew VanWyngarden, amerykański piosenkarz, autor tekstów, gitarzysta i muzyk zespołu MGMT
- 5 lutego
  - Baby K, włoska piosenkarka, autorka tekstów i modelka
  - Florence K, kanadyjska piosenkarka i autorka tekstów
- 7 lutego – Sam Martin, amerykański piosenkarz i autor tekstów
- 12 lutego – Ana Rucner, chorwacka wiolonczelistka
- 15 lutego – Ashley Tesoro, amerykańska aktorka, modelka i piosenkarka
- 17 lutego – Kevin Rudolf, amerykański piosenkarz, autor tekstów, muzyk i producent muzyczny
- 20 lutego – Marcello Tahitoe, indonezyjski piosenkarz
- 25 lutego – Mark Sixma, holenderski DJ i producent muzyczny
- 3 marca – Kelly Key, brazylijska piosenkarka
- 8 marca – Jakub Polaczyk, polski kompozytor, pianista i pedagog
- 9 marca
  - Made in June, holenderska DJ i producentka muzyczna
  - Maite Perroni, meksykańska aktorka, piosenkarka i autorka tekstów
- 10 marca
  - Carrie Underwood, amerykańska wokalistka country
  - Lőrinc Barabás, węgierski trębacz jazzowy
- 13 marca – Kátya Tompos, węgierska piosenkarka i aktorka
- 14 marca
  - Joanna Freszel, polska śpiewaczka operowa (sopran)
  - Taylor Hanson, amerykański multiinstrumentalista i wokalista
  - Vitaa, właśc. Charlotte Gonin, francuska wokalistka
- 15 marca – Vassy, właśc. Vasiliki Karagiorgos, australijska piosenkarka i autorka tekstów
- 16 marca – Yoann Lemoine, francuski piosenkarz, autor tekstów, reżyser teledysków i grafik
- 17 marca
  - Lerek, właśc. Krzysztof Lerk, polski raper
  - Tako Gaczecziladze, gruzińska piosenkarka, autorka tekstów i aktorka
- 19 marca – Sławomir, właśc. Sławomir Paweł Zapała, polski aktor, showman i piosenkarz rock-polo
- 20 marca – Jenni Vartiainen, fińska piosenkarka pop
- 22 marca – Bunga Citra Lestari, indonezyjska piosenkarka, aktorka i osobowość telewizyjna
- 28 marca
  - Maciej Afanasjew, polski skrzypek, kompozytor, aranżer i pedagog
  - Anna Rusowicz, polska piosenkarka, córka Ady Rusowicz i Wojciecha Kordy
- 29 marca – Jamie Woon, brytyjski piosenkarz, autor tekstów i producent muzyczny
- 1 kwietnia – Siergiej Łazariew, rosyjski piosenkarz, autor tekstów i tancerz
- 2 kwietnia – G-Hot, właśc. Gökhan Şensan, niemiecki raper
- 11 kwietnia – Summer Cem, niemiecki raper tureckiego pochodzenia
- 12 kwietnia
  - Takashi Yamamoto, japoński pianista
  - Sak Noel, hiszpański DJ i producent muzyczny
- 16 kwietnia
  - Marié Digby, amerykańska piosenkarka, gitarzystka i pianistka
  - Manu-L, właśc. Emanuel Gut, szwajcarski piosenkarz
- 17 kwietnia – Lucía Muñoz, hiszpańska piosenkarka, członkini zespołu Las Ketchup
- 20 kwietnia – Erik Segerstedt, szwedzki piosenkarz
- 21 kwietnia – Sebastian Ingrosso, szwedzki DJ i producent muzyczny
- 29 kwietnia – Jolanta Kowalska, polska śpiewaczka (sopran) i pedagog
- 30 kwietnia
  - Marcin Rygiel, polski muzyk rockowy
  - Bartosz Sosnowski, polski piosenkarz bluesowy, kompozytor, gitarzysta (zm. 2021)
- 1 maja – Krzysztof Aleksander Janczak, polski kompozytor, producent, konsultant muzyczny, sound designer i muzykolog
- 2 maja – Tina Maze, słoweńska narciarka alpejska i piosenkarka
- 4 maja – Grzegorz Hardej, polski śpiewak klasyczny (kontratenor)
- 11 maja – Holly Valance, australijska aktorka, modelka i piosenkarka
- 12 maja – Alicja Bachleda-Curuś, polska aktorka i piosenkarka
- 13 maja – Grégory Lemarchal, francuski piosenkarz, zwycięzca czwartej edycji programu Star Academy (zm. 2007)
- 14 maja – Anahí, właśc. Anahí Giovanna Puente Portilla de Velasco, meksykańska aktorka i piosenkarka
- 21 maja – Anjulie, właśc. Anjulie Persaud, kanadyjska piosenkarka i autorka tekstów
- 22 maja – Decl, właśc. Kirył Aleksandrowicz Tołmacki, rosyjski wykonawca muzyki hip-hop, reggae i dancehall (zm. 2019)
- 23 maja
  - Heidi Range, brytyjska wokalistka związana z grupą Sugababes
  - Andrei Ștefan Ropcea, rumuński piosenkarz, członek duetu Morandi
- 25 maja – Reino Nordin, fiński aktor i muzyk
- 6 czerwca – Tomasz Opałka, polski kompozytor
- 8 czerwca
  - Mamoru Miyano, japoński aktor i piosenkarz
  - Sentino, właśc. Sebastian Enrique Alvarez Pałucki, niemiecko-polski raper i piosenkarz
  - Barbara Wrońska, polska wokalistka, kompozytorka i autorka tekstów piosenek
- 9 czerwca – Marina Lizorkina, rosyjska piosenkarka
- 10 czerwca
  - Tomasz Makowiecki, polski piosenkarz, muzyk i autor tekstów
  - MakSim, właśc. Marina Siergiejewna Abrosimowa, rosyjska piosenkarka, autorka tekstów i producentka muzyczna
- 14 czerwca – Barry Likumahuwa, indonezyjski basista jazzowy
- 16 czerwca – Jen Majura, niemiecka piosenkarka, muzyk, gitarzystka zespołu Evanescence i basistka zespołu Equilibrium
- 17 czerwca
  - Jaimie Branch, amerykańska trębaczka i kompozytorka jazzowa (zm. 2022)
  - Kazunari Ninomiya, japoński piosenkarz, autor tekstów, aktor filmowy oraz dubbingowy i prezenter muzyczny, członek zespołu Arashi
  - Lee Ryan, brytyjski piosenkarz, członek zespołu Blue
- 18 czerwca – Anna Kukawska, polska konferansjerka, prezenterka telewizyjna, piosenkarka i aktorka
- 19 czerwca
  - Macklemore, właśc. Ben Haggerty, amerykański raper
  - Tatjana Mihhailova-Saar, estońska piosenkarka i aktorka estradowa rosyjskiego pochodzenia
- 24 czerwca
  - Mike Perry, szwedzki DJ i producent muzyczny
  - Paweł Pudło, polski kompozytor, producent muzyczny i reżyser
- 25 czerwca – Cleo, właśc. Joanna Krystyna Klepko, polska piosenkarka, autorka tekstów
- 26 czerwca – SaRaha, właśc. Sara Ryan, szwedzka piosenkarka i autorka tekstów
- 27 czerwca – Alsou, właśc. Ałsu Ralifowna Abramowa, rosyjska piosenkarka
- 29 czerwca – Oana Paola Nistor, rumuńska wokalistka
- 30 czerwca – Cheryl Fernandez-Versini, brytyjska piosenkarka, członkini zespołu Girls Aloud
- 1 lipca
  - Marit Larsen, norweska piosenkarka, autorka tekstów i gitarzystka
  - Monika Urlik, polska piosenkarka pop, reggae i gospel
- 2 lipca – Michelle Branch, amerykańska piosenkarka pochodzenia kolumbijskiego
- 4 lipca – Melanie Fiona, kanadyjska piosenkarka i autorka tekstów
- 6 lipca – Behnam Safavi, irański piosenkarz pop (zm. 2019)
- 7 lipca – Maciej Tubis, polski pianista jazzowy
- 9 lipca – Ben Saunders, holenderski piosenkarz
- 11 lipca – Marie Serneholt, szwedzka piosenkarka
- 13 lipca
  - Tereza Černochová, czeska piosenkarka
  - Tomasz Lach, polski wokalista zespołu Afromental i beatbokser
- 14 lipca – Khalil Fong, amerykański piosenkarz, autor tekstów i producent (zm. 2025)
- 16 lipca – Jan Maxián, czeski aktor, wokalista i kompozytor
- 22 lipca
  - Decl, właśc. Kirył Aleksandrowicz Tołmacki, rosyjski raper (zm. 2019)
  - Charity Sunshine Tillemann-Dick, amerykańska śpiewaczka operowa (sopran koloraturowy liryczny) (zm. 2019)
  - Arsenie Todiraș, mołdawski piosenkarz, były członek zespołu O-Zone
- 27 lipca
  - Smiley, rumuński piosenkarz, autor tekstów, kompozytor, producent muzyczny i wideobloger
  - Wacław Zimpel, polski klarnecista grający muzykę improwizacyjną
- 28 lipca – Olavi Uusivirta, fiński piosenkarz, autor tekstów i aktor
- 29 lipca – Mikołaj Majkusiak, polski kompozytor, akordeonista, aranżer
- 7 sierpnia – Michał Wojnar, polski wokalista
- 15 sierpnia – Timati, właśc. Timur Ildarowicz Junusow, rosyjski raper, piosenkarz i aktor
- 18 sierpnia
  - Daniel Adams-Ray, szwedzki raper, piosenkarz i projektant mody
  - Mika, właśc. Michael Holbrook Penniman, Jr., libański piosenkarz, autor tekstów i muzyk
  - Cesàr Sampson, austriacki piosenkarz, autor tekstów i model
- 19 sierpnia – Missy Higgins, australijska piosenkarka, autorka tekstów, muzyk i aktorka
- 22 sierpnia – Nacho, wenezuelski piosenkarz i działacz polityczny
- 27 sierpnia – Dżamała, właśc. Susana Alimiwna Dżamaładinowa, ukraińska piosenkarka
- 30 sierpnia
  - Ramona Rey, właśc. Katarzyna Alina Okońska, polska wokalistka muzyki pop i klubowej
  - Jonne Aaron Liimatainen, fiński piosenkarz, muzyk i autor tekstów, założyciel i lider zespołu Negative
  - Jun Matsumoto, japoński piosenkarz, aktor i prezenter radiowy, członek zespołu Arashi
- 1 września – Natalia Przybysz, polska wokalistka R&B, współzałożycielka grupy muzycznej Sistars
- 3 września – Eko Fresh, właśc. Ekrem Bora, niemiecki raper tureckiego pochodzenia
- 10 września – Zahara, hiszpańska piosenkarka
- 14 września – Amy Winehouse angielska wokalistka soul, jazz i R&B oraz autorka tekstów piosenek (zm. 2011)
- 15 września – KęKę, właśc. Piotr Dominik Siara, polski raper
- 16 września
  - Katerine Avgoustakis, belgijska piosenkarka
  - Saras Dewi, właśc. Luh Gede Saraswati Putri, indonezyjska piosenkarka, poetka i filozofka
- 18 września – Sasha Son, właśc. Dimitrijus Šavrovas, litewski piosenkarz
- 19 września
  - Izzy Gallegos, amerykański tancerz i wokalista zespołu US5
  - Eamon, właśc. Eamon Jonathan Doyle, amerykański piosenkarz i autor tekstów
- 22 września
  - Jaren Cerf, amerykańska piosenkarka i autorka tekstów
  - Will Farquarson, brytyjski muzyk zespołu Bastille
- 23 września
  - Thomas Stolle, niemiecki gitarzysta i klawiszowiec zespołu Silbermond
  - Anna Cyzon, polsko-kanadyjska piosenkarka, aktorka i dziennikarka
- 25 września – Donald Glover, amerykański aktor, komik, scenarzysta, reżyser, piosenkarz, raper, autor tekstów, DJ i producent muzyczny
- 29 września – Lisette Oropesa, amerykańska śpiewaczka operowa (sopran koloraturowy)
- 3 października – Barbora Poláková, czeska aktorka i piosenkarka
- 7 października – Agnieszka Trzeszczak, polska perkusistka
- 16 października – Loreen, właśc. Lorine Zineb Nora Talhaoui, szwedzka piosenkarka, autorka tekstów i kompozytorka
- 17 października – Daniel Kajmakoski, macedoński piosenkarz
- 22 października
  - Łukasz Długosz, polski flecista
  - Plan B, właśc. Benjamin Paul Ballance-Drew, brytyjski raper, piosenkarz i aktor
- 23 października – Goldie Harvey, nigeryjska piosenkarka (zm. 2013)
- 24 października – Adrienne Houghton, amerykańska aktorka i wokalistka zespołu Cheetah Girls
- 31 października – Xie Jingxian, chińska pianistka
- 1 listopada – Jelena Tomašević, serbska piosenkarka
- 2 listopada – Andreas Bourani, niemiecki piosenkarz
- 6 listopada – Hansi Arland, niemiecki piosenkarz, autor tekstów, kompozytor, producent muzyczny i realizator dźwięku
- 7 listopada – Forrest Kline, amerykański piosenkarz, autor tekstów, muzyk i gitarzysta zespołu Hellogoodbye
- 8 listopada – Anna Maria Staśkiewicz, polska skrzypaczka
- 9 listopada – Jennifer Ayache, francuska wokalistka grupy Superbus
- 10 listopada – Olek Świerkot, polski gitarzysta, kompozytor i producent muzyczny
- 12 listopada – Michał Kwiatkowski, polski piosenkarz
- 20 listopada – Future, właśc. Nayvadius DeMun Cash, amerykański raper, piosenkarz, autor tekstów i producent muzyczny
- 23 listopada
  - Igor Jankowski, polsko-białoruski kompozytor, pedagog i działacz muzyczny
  - Thomas Pridgen, amerykański perkusista
- 25 listopada – Paty Cantú, meksykańska piosenkarka i kompozytorka
- 27 listopada
  - Professor Green, właśc. Stephen Paul Manderson, brytyjski raper
  - Słoń, właśc. Wojciech Zawadzki, polski raper
- 28 listopada – Alien Huang, tajwański piosenkarz, autor, prezenter telewizyjny, ilustrator i projektant mody (zm. 2020)
- 29 listopada
  - Daniel Kandi, duński DJ, producent muzyczny i zawodnik snookera
  - DJ Mangoo, właśc. Mattias Brånn, szwedzki DJ, producent muzyczny i autor tekstów
- 3 grudnia – Andy Grammar, amerykański piosenkarz, autor tekstów i producent muzyczny
- 6 grudnia – Futuregrapher, islandzki muzyk i producent muzyczny (zm. 2025)
- 10 grudnia – Katrin Siska, keyboardzistka estońskiego zespołu Vanilla Ninja
- 13 grudnia – Aleksander Milwiw-Baron, polski gitarzysta, saksofonista i kompozytor zespołu Afromental
- 15 grudnia – Ronnie Radke, amerykański wokalista zespołów Escape the Fate i Falling in Reverse
- 16 grudnia – Brandon Beal, amerykański piosenkarz, autor tekstów i producent muzyczny
- 18 grudnia
  - Victor Brandt, szwedzki muzyk metalowy, kompozytor, wokalista i instrumentalista
  - Zeus, właśc. Kamil Rutkowski, polski raper
- 21 grudnia – Christian Danowicz, francusko-argentyński skrzypek i dyrygent o polskich korzeniach
- 26 grudnia – David Deyl, czeski piosenkarz i kompozytor
- 27 grudnia – Sa Dingding, chińska piosenkarka
- 28 grudnia – Maria Niklińska, polska aktorka i piosenkarka
- 30 grudnia – Sebastian Seidel, niemiecki DJ i producent muzyczny, członek zespołu Stereoact

## Zmarli
- 4 lutego – Karen Carpenter, amerykańska wokalistka duetu The Carpenters (ur. 1950)
- 8 lutego – Alfred Wallenstein, amerykański dyrygent i wiolonczelista pochodzenia austriackiego (ur. 1898)
- 17 lutego – Tancredi Pasero, włoski śpiewak operowy (bas) (ur. 1893)
- 22 lutego – Adrian Boult, angielski dyrygent (ur. 1889)
- 6 marca – Cathy Berberian, amerykańska śpiewaczka i kompozytorka pochodzenia ormiańskiego (ur. 1925)
- 7 marca
  - Igor Markevitch, włosko-francuski dyrygent, pianista, kompozytor i pedagog pochodzenia rosyjskiego (ur. 1912)
  - Claude Vivier, kanadyjski kompozytor (ur. 1948)
- 16 marca – Ernie Royal, amerykański trębacz jazzowy (ur. 1921)
- 20 marca – Ada Witowska-Kamińska, polska śpiewaczka operowa (sopran) (ur. 1902)
- 27 marca – Jānis Ivanovs, łotewski kompozytor (ur. 1906)
- 30 marca – Pál Kadosa, węgierski kompozytor (ur. 1903)
- 22 kwietnia – Earl Hines, amerykański pianista jazzowy (ur. 1903)
- 30 kwietnia – Muddy Waters, czarnoskóry, amerykański bluesman (ur. 1913)
- 22 maja – Anna Bartáková, czeska śpiewaczka operowa (sopran) i aktorka (ur. 1933)
- 4 czerwca – Ryszard Skibiński, polski bluesman, kompozytor i instrumentalista (ur. 1951)
- 5 czerwca – Anthony Lewis, angielski dyrygent, muzykolog, kompozytor i pedagog (ur. 1915)
- 7 czerwca – Daniele Amfitheatrof, włoski kompozytor i dyrygent pochodzenia rosyjskiego (ur. 1901)
- 17 czerwca – Peter Mennin, amerykański kompozytor muzyki poważnej (ur. 1923)
- 25 czerwca – Alberto Ginastera, argentyński kompozytor (ur. 1916)
- 4 lipca – Emma Altberg, polska pianistka żydowskiego pochodzenia, pedagog i publicystka (ur. 1889)
- 5 lipca
  - Harry James, amerykański trębacz i lider zespołów jazzowych ery swingu (ur. 1916)
  - Irena Turkewycz-Martyneć, ukraińska śpiewaczka operowa, primadonna Opery Lwowskiej (ur. 1899)
- 10 lipca – Werner Egk, niemiecki kompozytor (ur. 1901)
- 16 lipca – Jaroslav Krombholc, czeski dyrygent (ur. 1918)
- 23 lipca – Georges Auric, francuski kompozytor i krytyk muzyczny, współzałożyciel Les Six (ur. 1899)
- 25 lipca – Jerome Moross, amerykański kompozytor muzyki poważnej (ur. 1913)
- 6 sierpnia – Klaus Nomi, niemiecki piosenkarz, pionier nurtu pop z elementami piosenki kabaretowej oraz new wave (ur. 1944)
- 11 sierpnia – Włodzimierz Patuszyński, polski poeta, autor tekstów piosenek, konferansjer, także aktor, piosenkarz i kompozytor (ur. 1916)
- 24 sierpnia – Arkadij Filipenko, ukraińsko-radziecki kompozytor muzyki filmowej (ur. 1912)
- 6 września – Konstantin Listow, radziecki kompozytor, autor pieśni, operetek oraz muzyki do filmów i spektakli; Ludowy Artysta RFSRR (ur. 1900)
- 26 września – Tino Rossi, francuski piosenkarz pochodzenia włoskiego (ur. 1907)
- 11 listopada – Arno Babadżanian, ormiański kompozytor i pianista (ur. 1921)
- 7 listopada – Germaine Tailleferre, francuska kompozytorka, jedyna kobieta w zespole Les Six (ur. 1892)
- 25 listopada – Anton Dolin, angielski tancerz (ur. 1904)
- 6 grudnia – Lucienne Boyer, francuska piosenkarka (ur. 1903)
- 11 grudnia – Szymon Laks, polski kompozytor, dyrygent, pianista, pisarz, tłumacz pochodzenia żydowskiego (ur. 1901)
- 15 grudnia – Andrzej Bieżan, polski pianista, kompozytor, performer (ur. 1945)
- 28 grudnia – Dennis Wilson, amerykański perkusista i wokalista zespołu The Beach Boys (ur. 1944)

## Albumy

### polskie
- Bez limitu – 2 plus 1
- Bajm – Bajm
- Ciągle ktoś mówi coś – Bank
- Ogród króla świtu – Marek Biliński
- Maquillage – Martyna Jakubowicz
- Chicago Live ’83 – Jacek Kaczmarski
- Krzak’i – Krzak
- Paczka – Krzak
- Live – Lombard
- Śmierć dyskotece! – Lombard
- Lady Pank – Lady Pank
- Nocny patrol – Maanam
- Bluffmania – Mech
- Tasmania – Mech
- Oddział Zamknięty – Oddział Zamknięty
- Live – Perfect
- Postscriptum – Pod Budą
- Magic Moments – John Porter
- Krystyna Prońko – Krystyna Prońko
- 1984 – Republika
- Nowe sytuacje – Republika
- Rezerwat – Rezerwat
- Na luzie – różni wykonawcy
- RSC tzn. „Fly Rock” – RSC
- Jacek Skubikowski – Jacek Skubikowski
- New Romantic Expectation – String Connection
- TSA – TSA
- Dorosłe dzieci – Turbo
- Urszula – Urszula

### zagraniczne
- Shout at the Devil – Mötley Crüe
- Burning from the Inside – Bauhaus
- Pyromania – Def Leppard
- Construction Time Again – Depeche Mode
- Infidels – Bob Dylan
- Secret Messages – Electric Light Orchestra
- Europe – Europe
- Let’s Start a War – The Exploited
- Wrap Your Arms Around Me – Agnetha Fältskog
- Genesis – Genesis
- Piece of Mind – Iron Maiden
- The Essential Jean-Michel Jarre – Jean-Michel Jarre
- Music for Supermarkets – Jean-Michel Jarre
- Human Racing – Nik Kershaw
- Lick It Up – KISS
- White Feathers – Kajagoogoo
- Madonna – Madonna
- Into Glory Ride – Manowar
- Script for a Jester’s Tear – Marillion
- Kill ’Em All – Metallica
- Crises – Mike Oldfield
- The Final Cut – Pink Floyd
- Rock Goddess – Rock Goddess
- Undercover – The Rolling Stones
- Show No Mercy – Slayer
- Confusion Is Sex – Sonic Youth
- Feline – The Stranglers
- Audentity – Klaus Schulze
- War – U2
- Under a Blood Red Sky – U2 (live)
- 90125 – Yes
- The Nashville Sessions – Dean Martin
- So It Goes – Perry Como

## Muzyka poważna
- Wojciech Kilar – fanfara Victoria na chór mieszany i orkiestrę
- Powstaje Percussion Quartet Lukasa Fossa
- Powstaje Trio na waltornię, skrzypce i fortepian Lukasa Fossa
- Powstaje De Profundis Lukasa Fossa

## Nagrody
- XX Krajowy Festiwal Piosenki Polskiej w Opolu
  - II nagrodę Jury (I nie przyznano) zdobyli ex aequo grupa Lombard z piosenką „Szklana pogoda” i Andrzej Rybiński z piosenką „Nie liczę godzin i lat”
- Konkurs Piosenki Eurowizji 1983
  - „Si la vie est cadeau”, Corinne Hermès